# Eleição municipal de Imperatriz em 1992
A eleição municipal de Imperatriz em 1992 ocorreu em 3 de outubro de 1992. O prefeito era Davi Alves Silva, do PDS, que terminaria seu mandato em 1 de janeiro de 1993. Renato Moreira, do PTR, foi eleito prefeito de Imperatriz.

## Resultado da eleição

### Primeiro turno
| Candidatos a prefeito  | Candidatos a vice-prefeito | Número | Coligação                                               | Votos recebidos | Percentual |
| ---------------------- | -------------------------- | ------ | ------------------------------------------------------- | --------------- | ---------- |
| Renato Moreira PTR     | Salvador Rodrigues PDS     | 28     | Caravana da vitória (PTR, PDS, PMDB, PRN, PSD, PDC, PL) | 80.252          | 57,57%     |
| Sebastião Madeira PSDB | Freitas Filho PDT          | 45     | (PSDB, PDT, PTB, PSB, PT, PCdoB)                        | 28.875          | 20,71%     |
| Zenira Fiquene PFL     |                            | 25     | (PFL, PSC, PV)                                          | 30.272          | 21,72%     |